# کوه باغه‌چال
 کوه باغه‌چال یک کوه در البرز مرکزی رشته کوه البرز در استان البرز ایران است. این کوه ۲۶۸۲ متر ارتفاع دارد.